# Metamorpha epaphea
Metamorpha epaphea är en fjärilsart som beskrevs av Jean Baptiste Godart 1819. Metamorpha epaphea ingår i släktet Metamorpha och familjen praktfjärilar. Inga underarter finns listade i Catalogue of Life.